# Albert Caspers
Albert Caspers (* 27. Februar 1933 in Lissendorf in der Eifel; † 6. Januar 2015 in Köln) war ein deutscher Manager und Fußballfunktionär. Er war Vorsitzender von Ford Europa und Präsident des Fußballvereins 1. FC Köln und zuletzt bis Ende 2008 Aufsichtsratsvorsitzender der Ford-Werke GmbH.

## Leben
Die familieneigene Volkswagen-Werkstatt prägte Albert Caspers in seiner Jugend und sorgte für sein technisches Interesse. Nach seinem Abitur am Regino-Gymnasium in Prüm studierte er Maschinenbau mit Schwerpunkt Fertigungstechnik an der RWTH Aachen und startete seine berufliche Karriere 1958 bei der Ford-Werke AG in Köln als Prozess-Ingenieur.
Sein Aufstieg bei Ford war von dort an stetig:
- 196500000 Leiter der Fertigungsplanung Ford-Werke AG
- 197500000 Fertigungsleiter der Werke Halewood, Köln und Saarlouis
- 198000000 Fertigungsleiter Ford Europa
- 199100000 Vice-President Ford Motor Company
- 199300000 Vorstandsvorsitzender der Ford-Werke AG
- 199400000 Vorsitzender Ford Europa
- 1996–2008 Aufsichtsrats-Vorsitzender Ford-Werke AG (seit 11/2004 GmbH)

1995 wurde Caspers von der Zeitschrift Horizont zum Mann des Jahres gewählt. „In Würdigung seiner außerordentlichen und vorbildlichen Förderung von Lehre, Forschung und Technologietransfer in Kooperation zwischen der RWTH Aachen und der Industrie“ wurde Caspers am 6. Dezember 1996 zum Ehrensenator der RWTH ernannt. Mit seinem aktiven Ausscheiden aus der Ford-Werke AG 1996 schien er weiter nach Betätigung zu suchen.
Der 1. FC Köln war Ende 1997 auf der Suche nach einem neuen Präsidenten und finanziell angeschlagen. Man bat Albert Caspers, die Aufgabe zu übernehmen, nicht zuletzt, da er sich bei Ford als Sanierer hervorgetan hatte und sein wirtschaftlicher Sachverstand respektiert wurde. Am 4. Dezember 1997 wurde er Präsident. Im Juni 2004 wurde er, nachdem die Finanzen des Vereins zwar konsolidiert worden waren, der sportliche Erfolg aber ausgeblieben war, von Wolfgang Overath abgelöst.
Caspers war seit November 1957 mit seiner Frau Elisabeth verheiratet. Das Ehepaar hatte vier Töchter und einen Sohn. Caspers wurde am 15. Januar 2015 auf dem Friedhof zu Stommeln beigesetzt.

## Ehrungen
Caspers wurde am 7. November 1996 mit dem Verdienstorden des Landes Nordrhein-Westfalen ausgezeichnet.